# لوكاس أرنولد كير
لوكاس أرنولد كير (بالإسبانية: Lucas Arnold Ker)‏ (ولد في 12 أكتوبر 1974، في الأرجنتين). هو لاعب كرة مضرب أرجنتيني معتزل.